# Association pour la préservation de la CC 6570
 (août 2024).
L'Association pour la Préservation de la CC 6570 (APCC 6570), créée le 14 janvier 2005 et régie par la loi du 1er juillet 1901, est une association française reconnue d’intérêt général dont le siège est situé dans le département du Vaucluse. Elle regroupe environ 80 membres passionnés par le monde ferroviaire, cheminots ou amateurs de tous horizons, qui partagent un intérêt commun pour les locomotives CC 6500, BB25500 et le patrimoine ferroviaire en général.
Située dans la rotonde SNCF d'Avignon, les membres se rassemble régulièrement pour des séances d'entretiens des locomotives. La rotonde et l’ensemble du dépôt ne sont pas ouverts au public.

## Histoire
L'APCC 6570 a pour mission principale la préservation de la locomotive historique CC 6500 notamment la CC6570 et d'autres matériels ferroviaires anciens, aujourd'hui retirés des effectifs de la SNCF. Conformément à une convention avec la SNCF, l'association prend en charge l'entretien courant et la conservation de ces véhicules, évitant ainsi leur disparition. En préservant ce patrimoine roulant, l'APCC 6570 contribue également à la sauvegarde de la mémoire des grands trains régionaux, notamment des légendaires Mistral et Train Bleu, autrefois symboles de la Côte d'Azur. Bien que ces trains soient aujourd'hui disparus, ils restent ancrés dans l'imaginaire collectif.
Dans le cadre de sa mission de restitution historique, l'association veille à ce que les locomotives et voitures soient maintenues en état de marche et présentées dans leur livrée d'époque. Cela permet de perpétuer le souvenir des trains classiques de la région. Par ailleurs, l'APCC 6570 s'implique dans des actions pédagogiques et culturelles : elle organise des activités de vulgarisation, des interventions éducatives sur l’histoire de la traction ferroviaire (vapeur, diesel, électrique) et des grands trains régionaux. Elle participe également aux Journées européennes du patrimoine et à d'autres manifestations culturelles pour sensibiliser le public au patrimoine ferroviaire.

### Préservation de la CC 6570
La préservation de la locomotive CC 6570 a débuté en décembre 2004, lorsque l'APCC 6570 a entrepris des démarches auprès de l’Établissement Traction d'Avignon. Le 13 décembre 2004, la Direction du Matériel de la SNCF a donné son accord pour que cette locomotive soit confiée à l'association, tout en demeurant la propriété de la SNCF. En janvier 2005, après le dépôt des statuts de l'association en préfecture de Vaucluse, un Plan de Prévention a été mis en place pour permettre aux membres non-cheminots d'accéder à la locomotive sous la supervision d'un employé de la SNCF. La CC 6570 a alors fait l'objet d'une série de soins initiaux, incluant nettoyage et recharge de batterie.

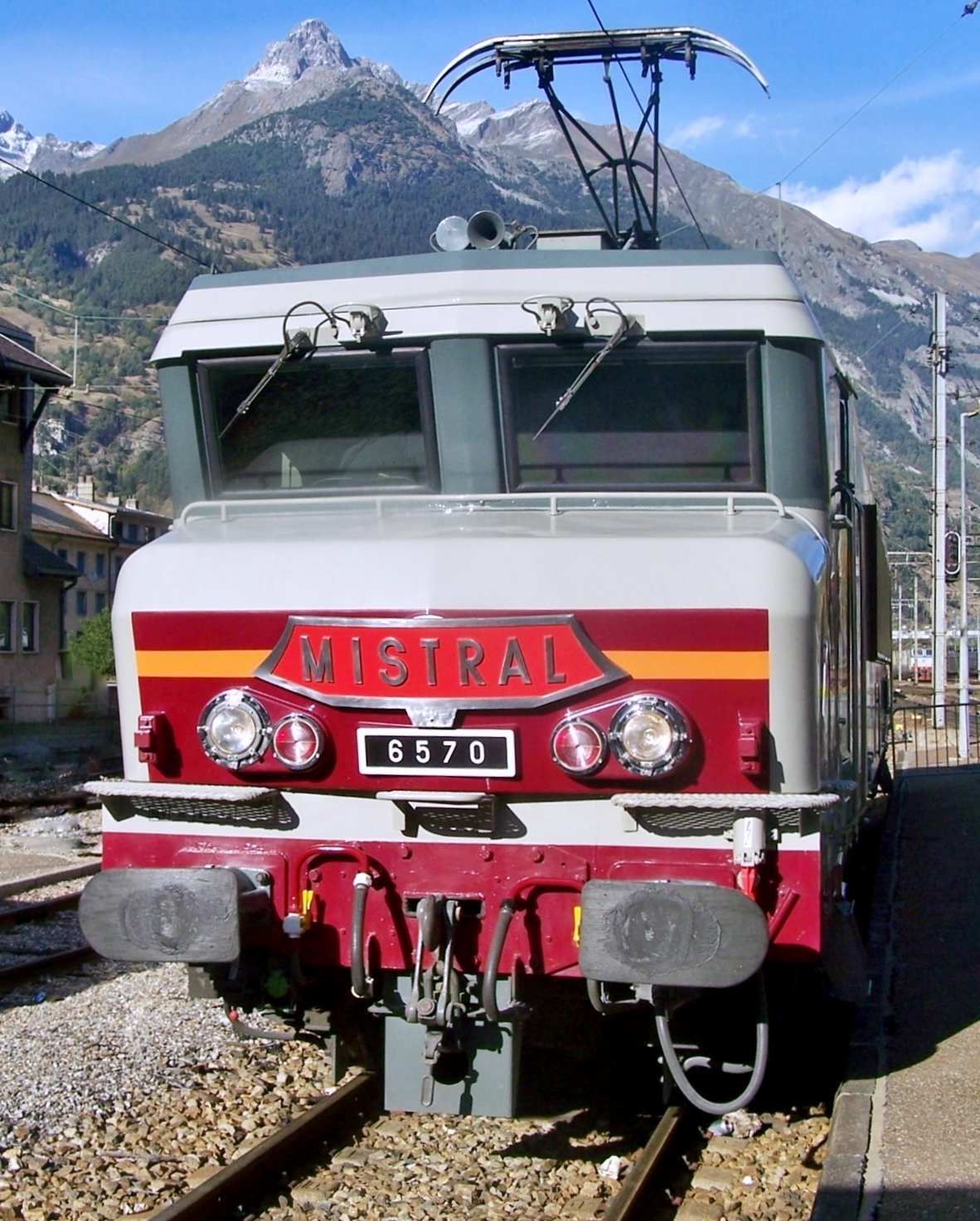
CC 6570 (Mistral) à Modane

Le 22 février 2005, la locomotive a rejoint son nouveau dépôt d'attache à Avignon, sur une voie de la rotonde Est, où les membres de l'association ont entrepris toutes les opérations nécessaires à sa sauvegarde. En novembre 2005, après l'accomplissement des démarches réglementaires, la CC 6570 a reçu son agrément officiel pour rouler à nouveau sur les voies du réseau français sous l'identification « AT3 MR900 ». Dès 2006, elle a repris du service en tête de trains de fret entre Avignon et Miramas, amorçant ainsi sa "seconde carrière" sous la protection de l'APCC 6570.

### Préservation de la BB 25660
La BB 25660, arrivée le 29 novembre 2016, a fait l’objet d’une série de vérifications techniques visant à évaluer l’état de ses organes vitaux, en particulier ses moteurs de traction. Le 4 février 2017, une première inspection a révélé un défaut d’isolement sur le moteur n°2, bien que le moteur n°1 ait montré des résultats conformes. De gros travaux ont été entamés sur le moteur no 2 : « De par la complexité de l’opération et de sa mise en œuvre on notera qu’une telle opération n’a jamais vu le jour dans un dépôt mais plutôt dans un atelier directeur par démontage complet du moteur. » Après avoir mis en place un réchauffeur pour éliminer l’humidité des moteurs, des mesures supplémentaires ont été prises en octobre 2017, confirmant une amélioration de l’isolement et rendant la locomotive apte à la traction. Les essais à poste fixe et en roulant ont été concluants, permettant de remettre la BB 25660 en service. Ce projet complexe, mené par des bénévoles, est un véritable défi technique, car il n'a jamais été réalisé dans un dépôt mais dans un atelier spécialisé.
Après sa remise en service fonctionnelle, la BB 25660 a été restaurée esthétiquement, avec une remise en état de sa livrée d'origine. La locomotive a été repeinte dans sa couleur verte caractéristique, avec la plaque distinctive et les marquages en jaune jonquille, tels qu'ils étaient à l'époque de sa mise en service. Ce travail de peinture a permis de redonner à la BB 25660 son apparence d'origine, respectant les couleurs et le design des locomotives de cette série. Cette restauration visait à préserver l’authenticité historique de la machine, en vue de son utilisation future en tant que locomotive historique. La BB 25660 a ainsi retrouvé son apparence d'origine, prête à circuler à nouveau sur les rails.

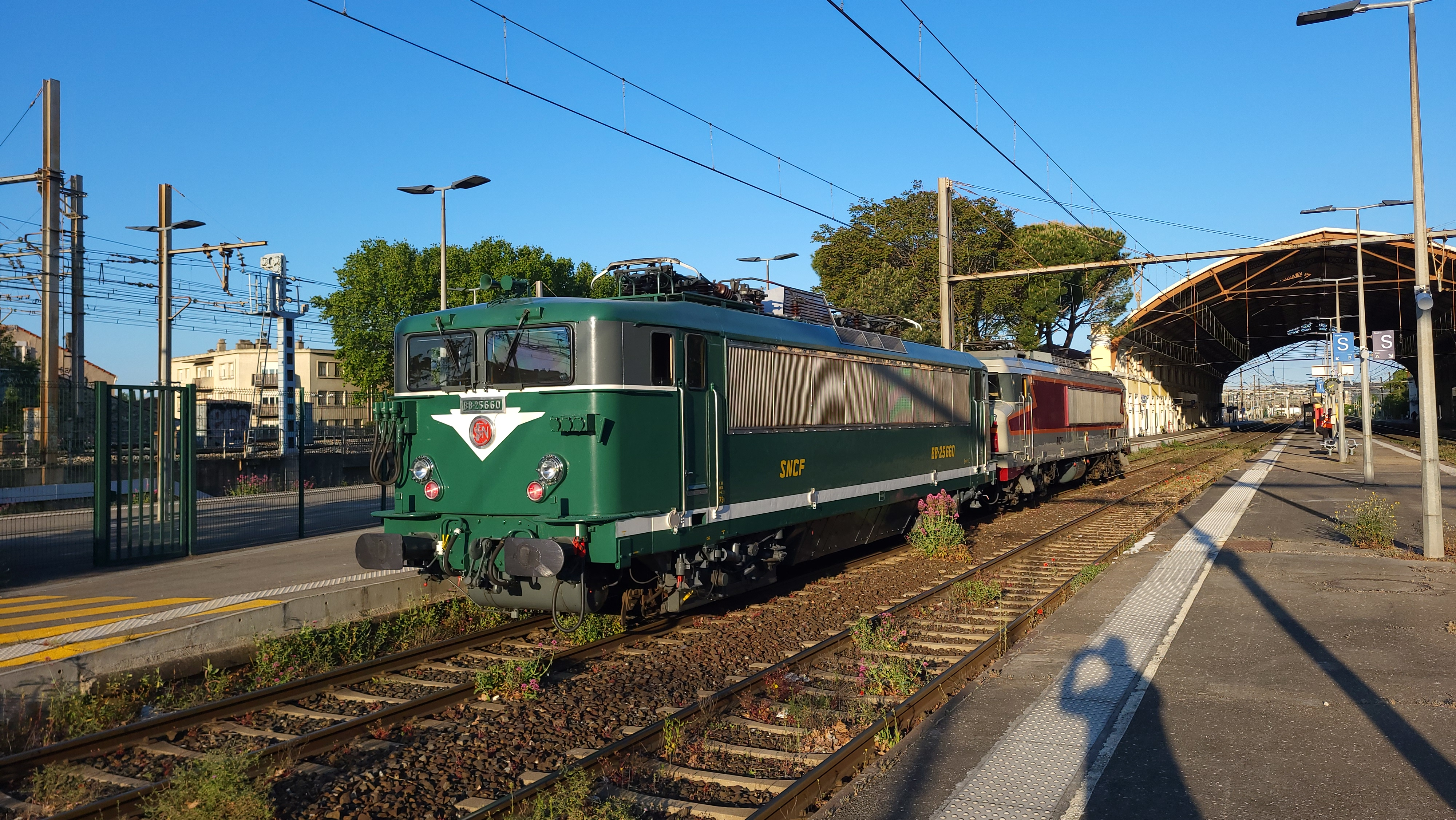
BB 25660 et CC 6570 a Avignon Centre lors du départ a Longueville.

### Préservation de la BB 25639
La BB 25639 a été remise en service en 2024 par un groupe de jeunes bénévoles de l'association. Cette remise en état a impliqué des opérations techniques importantes, telles que le recâblage complet des shunts inductifs, nécessitant un levage complet du châssis de la locomotive. Son premier trajet sous les couleurs de l'association a eu lieu le 26 mai 2024, à destination de Sète.

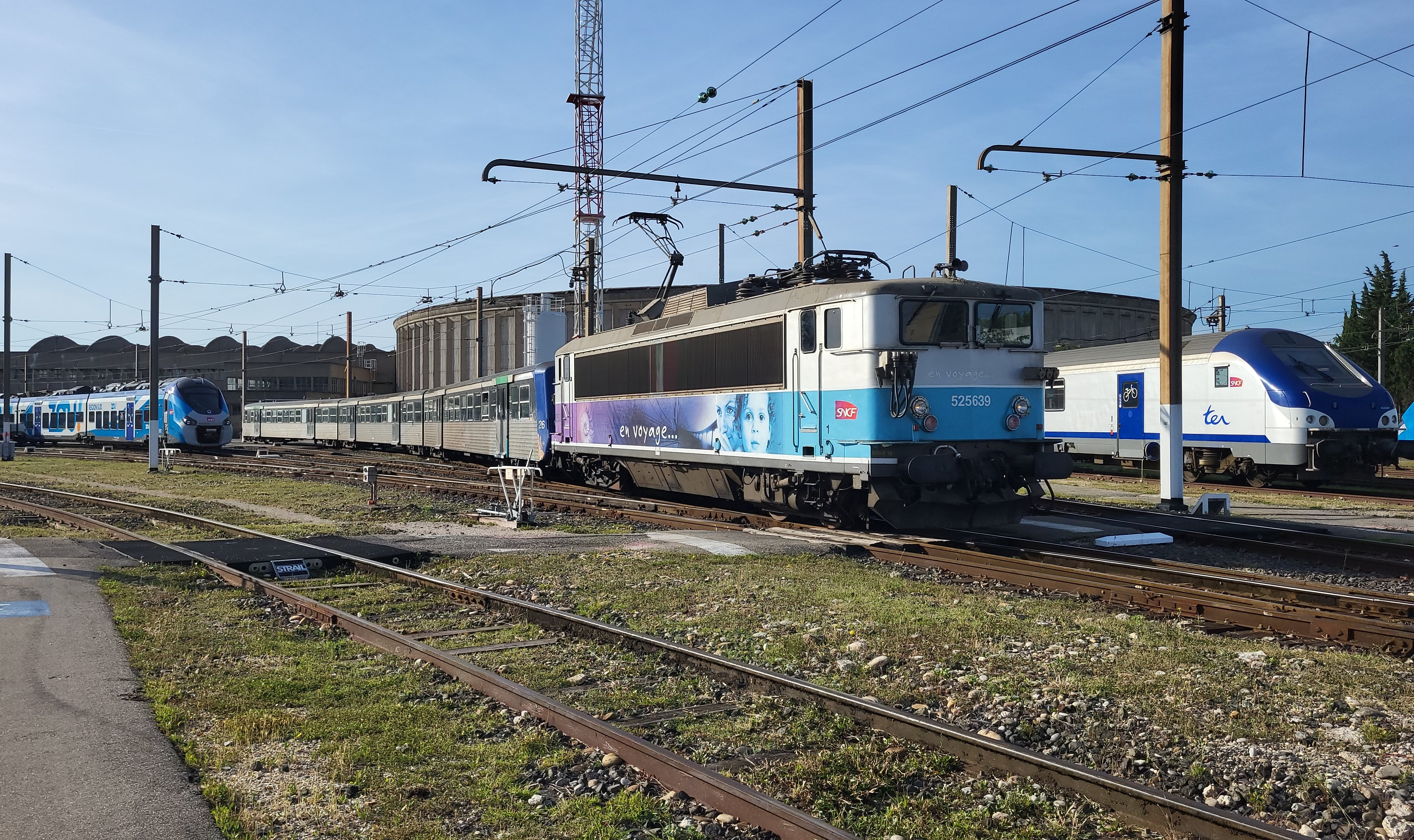
Départ de la BB 25639 du dépôt d'Avignon pour son premier train avec l'apcc6570

### Trains historiques
Enfin, l'APCC 6570 propose des circulations de trains historique avec des véhicules historiques, offrant au public l'opportunité de revivre l'expérience des grands trains du passé. Grâce aux compétences techniques de ses membres, l'association assure la restauration et l'entretien de la CC 6570, la BB 25660 et la BB 25639, évitant ainsi leur sort tragique de la casse qui a touché de nombreux autres véhicules similaires,.

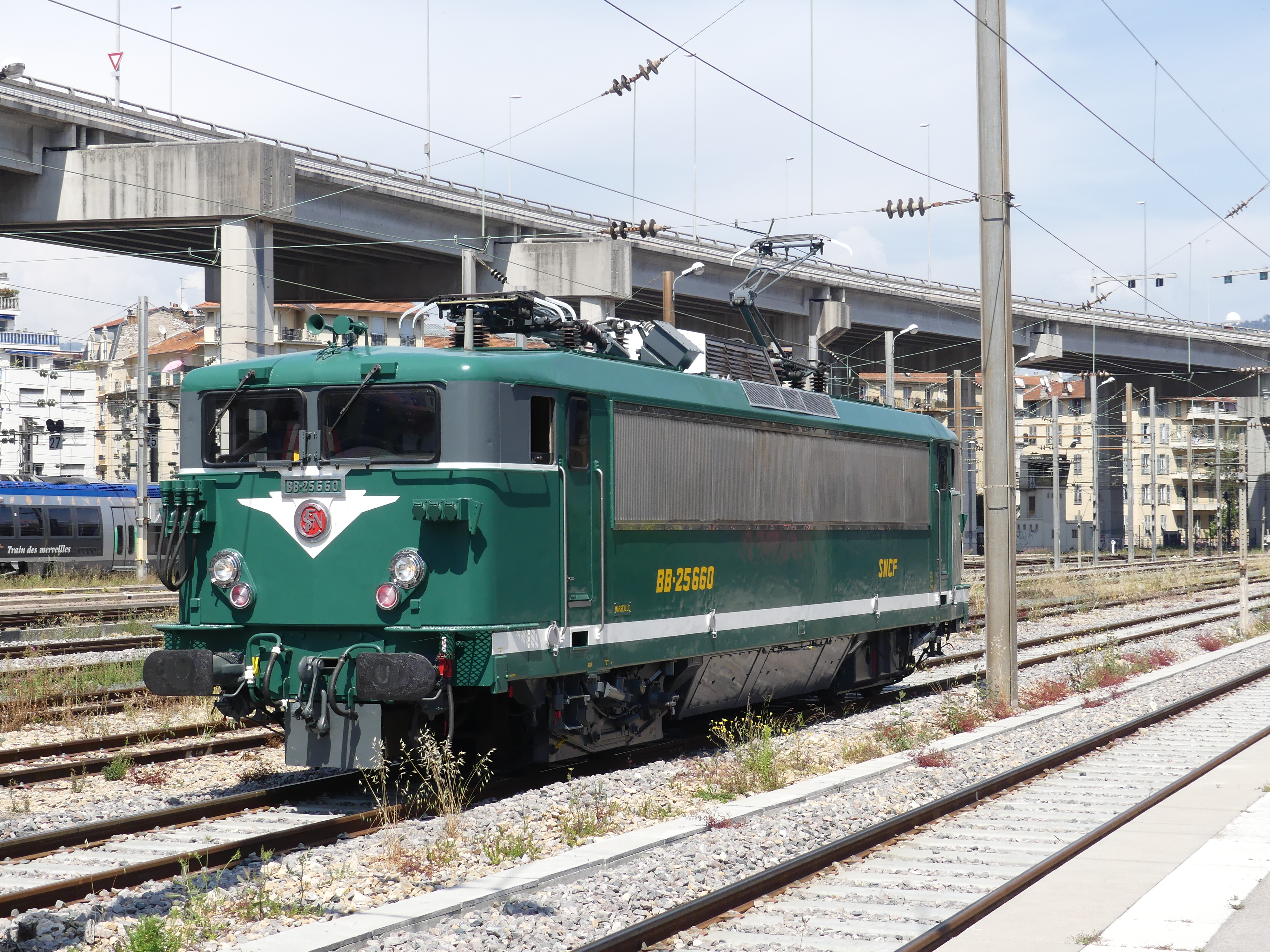
BB 25660 à Nice le 15 Mai 2022 (APCC6570)

| Destination                   | Années et événements |
| ----------------------------- | --- |
| Miramas                       | 05/2006 (fret), 09/2006 (fret), 2011 (Essai VL 120), 2012 (Fête du train), 2013 (Fête du train), 2014 (Fête du train), 2015 (Fête du train), 2022 (Fête du train) |
| Modane                        | 2006, 2007, 2010, 2015 (congrès UNECTO) |
| Narbonne                      | 2016, 2017, 2023 |
| Albertville                   | 2016 |
| Ligne des Causses             | 2009 |
| Cerbère                       | 2008, 2012, 2015, 2017, 2019 (DT CC6570 + CC6558 de l'apmfs), 2023, 2024                                                                                          |
| Villefranche-Vernet-Les-Bains | 2010 |
| Perpignan                     | 2018 (DT CC6570 + CC6558 de l'apmfs) |
| Latour de Carol               | 2013 |
| Les Laumes Alésia             | 2013 |
| Lyon                          | 2010, 2011, 2012, 2014 |
| Lourdes                       | 2011 |
| Sète                          | 2009, 2023 |
| Brive                         | 2014 |
| Marseille                     | 2007, 2021 (JEP), 2022 (JEP) |
| Tarascon                      | 2007 (HLP) |
| Nice                          | 2022 |
| Longueville (Ajecta)          | 2023 (DT BB25660 + BB25188 de l'apmfs + CV CC6570 + CV CC6558 + BB67558 + voiture de l'apmfs)                                                                     |

## Les collections
La liste suivante n'est pas exhaustive et devra être complétée ou actualisée au fil du temps (dernière actualisation en novembre 2024) :
| Matricule     | Constructeur et date                               | État actuel    | Origine et informations techniques | Photo |
| ------------- | -------------------------------------------------- | -------------- | --- | ----- |
| SNCF CC 6570  | Alsthom / Le Matériel de Traction Électrique, 1975 | Opérationnelle | - 20,19 m, 118 t, vitesse maximum (marchandises / voyageurs) : 100 km/h/160 km/h. - Puissance : 8021 ch (5900 kW) - Tension : 1,5 kV continu - Blasonnée Armentières (Nord) le 17 mars 1976. - Radiée le 13 décembre 2004. - Propriété de la SNCF, mise à disposition sous convention. - Apte à circuler sur le réseau ferré national. |       |
| SNCF BB 25639 | Alsthom, 1975                                      | Opérationnelle | - 15,57 m, 80 t, vitesse maximum (marchandises / voyageurs) : 100 km/h/140 km/h. - Puissance : 4000 ch (2940 kW) - Tensions : 25 kV 50 Hz / 1,5 kV continu - Radiée le 12 juin 2017. - Propriété de la SNCF, mise à disposition sous convention. - Apte à circuler sur le réseau ferré national.                                       |       |
| SNCF BB 25660 | Alsthom, 1974                                      | Opérationnelle | - 15,57 m, 80 t, vitesse maximum (marchandises / voyageurs) : 100 km/h/140 km/h. - Puissance : 4000 ch (2940 kW) - Tensions : 25 kV 50 Hz / 1,5 kV continu - Radiée le 1er décembre 2016. - Propriété de la SNCF, mise à disposition sous convention. - Apte à circuler sur le réseau ferré national.                                  |       |

## Webographie
(novembre 2024).
- CC 6570 Derniers jours de service régulier et prise en charge par l'APCC 6570
- SNCF Patrimoine : Jep 2024
- Echo du mardi : APCC 6570, les amoureux du train font leur promo
- Rail Passion : L’exposition aux Journées européennes du patrimoine 2023
- Le dauphine libéré : L’exposition aux Journées européennes du patrimoine
- Info Avignon : Christophe Bardin : « Le but est de prendre du plaisir, de passer une journée l’esprit libre »
- L'independant : Cerbère : sorties en trains historiques
- Participation au festival vapeur 2023 de l'Ajecta
- Lettre du cheminot : La BB 25660 de sortie sur la Côte d’Azur
- Docrail : Les BB 8500 17000 20200 25500
- Docrail : Les CC6500, identification des sous séries. Les CC 6560 à 6574